# 대구내서초등학교
대구내서초등학교는 대한민국 대구광역시 서구 내당동에 있는 공립 초등학교이다.

## 역사
- 1988-05-30 대구내서초등학교 설립인가
- 1988-09-01 개교(5개학년 27학급)
- 1990-02-21 제1회 졸업식(262명)
- 1995-08-10 급식시설 설치(식당급식 138석)
- 1996-11-05 대구광역시교육청 지정 특기적성 교육시범학교 공개
- 1998-03-01 병설유치원 인가 및 개원(1학급)
- 2003-02-20 급식용 승강기 설치
- 2004-03-01 제9대 임원도 교장 부임
- 2005-02-16 제16회 졸업(146명) 총 3,355명 졸업
- 2005-03-01 초등 22학급, 병설 유치원 1학급 편성
- 2006-02-17 제17회 졸업(139명), 총3,494명
- 2006-03-02 초등 22학급, 병설 유치원 1학급 편성
- 2007-02-14 제18회 졸업(145명), 총3,639명
- 2007-03-02 초등 22학급, 병설 유치원 1학급 편성
- 2008-02-21 제19회 졸업(142명), 총3,781명
- 2008-03-01 제11대 송동호 교장 부임
- 2008-03-02 초등 22학급, 병설 유치원 1학급 편성
- 2009-02-13 제20회 졸업(111명), 총3,893명
- 2009-03-01 타기관요청 비즈쿨(경제교육) 시범학교 지정(2009.03.01~2012.02.28)
- 2009-03-02 초등 22학급, 병설 유치원 1학급 편성
- 2009-09-01 제12대 박영희 교장 부임
- 2009-12-23 1교 1특색 창의성 교육 우수(교육감) 추가
- 2010-02-11 제21회 졸업(114명), 총 4006명 졸업
- 2010-03-01 초등21학급(특수학급2), 병설 유치원 1학급 편성
- 2010-04-01 돌봄교실 개관
- 2010-09-01 영어체험실 개관
- 2011-02-16 제22회 졸업(남 59명, 여48명, 계107명)
- 2011-03-01 초등 19학급(특수학급2), 병설 유치원 1학급 편성
- 2012-02-16 제23회 졸업(남 54명, 여 43명, 계97명)
- 2012-03-01 초등17학급(특수학급1), 병설 유치원 1학급 편성
- 2012-03-01 제13대 김만권 교장 부임
- 2012-11-01 학교환경개선사업(학교도색, 놀이시설 교체)
- 2012-11-30 내서꿈마루 개관
- 2013-01-13 어린이놀이시설 설치
- 2013-02-13 문화유산교육 창의체험학교 운영
- 2013-02-15 제24회 졸업(남 45명, 여 36명, 계 81명)
- 2013-03-01 초등 17학급(특수학급1), 병설 유치원 1학급 편성
- 2013-04-04 예술동아리활동 운영 학교 선정
- 2013-11-13 환경개선사업(인도로킹,교실마루,게시판,중앙유리창틀 교체)
- 2013-12-26 과학관련 경진대회실적 우수학교 우수 수상(대구광역시교육청)
- 2013-12-26 특색 있는 학교 경영 최우수 수상(대구광역시교육감)
- 2014-01-15 2013학년도 학교평가 최우수 수상(대구광역시교육감)
- 2014-01-24 학교문화개선 연구·선도학교 운영(교육부장관)
- 2014-02-14 제25회 졸업(남28명, 여38명, 계66명)
- 2014-03-03 초등 18학급(특수학급1), 병설 유치원 1학급 편성
- 2014-08-19 제10회 원예활동 우수교 선정(농촌진흥청)
- 2014-11-16 2014 전국학교스포츠클럽 배드민턴 남초 단체 2위
- 2014-12-12 2014년도 100대 교육과정 우수학교(교육감)
- 2014-12-15 예술학교 유공학교(교육감)
- 2014-12-26 2014학년도 학교평가 최우수(교육감)
- 2015-01-01 2015학년도 학교체육(스포츠클럽) 연구학교 선정
- 2015-02-04 환경개선사업(강당연결복도)
- 2015-02-17 제26회 졸업(남 35명, 여 27명, 계 62명) - 총 4420명 졸업
- 2015-03-02 초등 16학급(특수학급1), 병설유치원 1학급 편성